# James Jordan
James Jordan, född 14 mars 1979 i Houston, är en amerikansk skådespelare.
Jordan har bland annat medverkat i TV-serierna 1883 samt Special Ops: Lioness. Han har även medverkat i filmen Wind River.

## Filmografi (i urval)
- 2006–2019 – Veronica Mars (TV-serie)
- 2006 – Seraphim Falls
- 2017 – Wind River
- 2019–2022 – Yellowstone (TV-serie)
- 2021 – Those Who Wish Me Dead
- 2022 – 1883 (TV-serie)
- 2023 – Special Ops: Lioness (TV-serie)